# Sean Heuston
Seán Heuston (21 de febrer, 1891 - 8 de maig 1916) fou un rebel irlandès i membre de Fianna Éireann que va prendre part l'Aixecament de Pasqua de 1916. Amb uns 20 homes d'aproximadament la seva edat, va ocupar la Casa de Caritat sobre el riu Liffey durant dos dies, encara que la idea original era ocupar la posició unes hores. Fou condemnat a mort i afusellat el 8 de maig a la presó de Kilmainham, el més jove dels rebels afusellats.
Seán va viure molts anys a Limerick.
L'Estació de Heuston a Dublín, on una vegada hi va treballar a les oficines, rep el nom en honor seu. (Així com el pont de Seán Heuston).